# تشيهارو ماتسوياما
تشيهارو ماتسوياما (باليابانية: 松山千春؛ بالكانا: まつやま ちはる) هو ملحن ومغن مؤلف وشاعر ياباني، ولد في 16 ديسمبر 1955 في أشورو ‏ في اليابان.

## وصلات خارجية
- الموقع الرسمي
- تشيهارو ماتسوياما على موقع IMDb (الإنجليزية)
- تشيهارو ماتسوياما على موقع ميوزك برينز (الإنجليزية)
- تشيهارو ماتسوياما على موقع أول ميوزيك (الإنجليزية)
- تشيهارو ماتسوياما على موقع ديسكوغز (الإنجليزية)